# Mitt lille land
Mitt lille land (norwegisch „Mein kleines Land“) ist eine Hymne des norwegischen Liedermachers Ole Paus aus dem Jahr 1994.
Das Lied gewann starke Popularität als „Symbol der Trauer“ nach den Anschlägen in Norwegen 2011. Das Lied wurde nach den Anschlägen als „neue Nationalhymne“ bezeichnet.